# Neon Hitch
Neon Hitch (Kingston-Upon-Thames, Inglaterra, 25 de Maio de 1986) é uma cantora e compositora inglesa. Ela assinou contrato com Mike Skinner e Ted Mayhem da gravadora The Beats, antes de ser fechada. Ela foi descoberta mais tarde no MySpace por Benny Blanco, que voou para a cidade de Nova York para trabalhar com ela. O trabalho conjunto rendeu um contrato de publicação de música com a EMI e um contrato com a gravadora Warner Bros Records.
Hitch tem origem cigana, já foi trapezista do Circo Archaos quando pequena, morou na Índia na sua adolescência, foi colega de quarto de Amy Winehouse e ajudou a escrever a musica "Blah Blah Blah", de sua amiga Kesha.

## Infância e adolescência
Nascida em Nottingham, antes de se mudar criança para a zona rural leste de Londres, Hitch ressentia seus pais por seu nome de nascimento, Neon, e queria mudá-lo para algo mais convencional. Seu pai era um técnico de iluminação. Quando a sua casa foi incendiada, sua mãe, Irene Gardiner, comprou uma caravana para se viver. Eles então começaram a viver viajando, realizando a fabricação e venda de jóias e roupas em toda a Europa e, consequentemente, ela nunca frequentou a escola. Com a idade de quatro anos, Hitch estava viajando e tocando com o Circo Archaos. Em dez anos de idade, ela começou a escrever poesia que levou a seu talento para composição. Notou-se que ela podia cantar e foi encorajada a aprimorar seu canto. No momento em que ela estava em sua adolescência, Neon foi treinada como uma trapezista, sopradora de fogo e andadora de cordas. A família dela foi destaque em um documentário da BBC. Na idade de dezesseis anos, mudou-se para a Índia alguns anos antes de ir para Londres começar sua carreira musical.

## Carreira

### 2010-2012 – Início e desenvolvimento
Após a descoberta de Neon por Benny Blanco em 2010, ela lançou a canção "Get Over U" em 2011, co-escrita por Sia. Logo em seguida, assinou contrato com a Warner Bros. Records e começou os trabalhos do que seria seu álbum de estreia Beg, Borrow and Steal. Com este contrato Neon lançou "Fuck U Betta" em 2012, sendo seu single de maior sucesso comercial, chegando ao topo da parada Dance/Electronic Songs da Billboard. "Silly Girl", "Bad Dog" e "Poisoned With Love" foram lançadas como singles promocionais e, após, lançou "Gold" como single, co-escrita por Bruno Mars, que também obteve o primeiro lugar na parada dance americana. Durante esta época, a cantora participou de uma canção da banda Gym Class Heroes, "Ass Back Home", música que junto com "Fuck U Betta" lhe deu visibilidade no mundo pop, o qual Neon estava se encaixando.
Uma série de covers também foram feitos e lançados no YouTube. Entre os mais famosos: "Gucci Gucci" da Kreayshawn, "On My Level" do Wiz Khalifa e "No Hands" do Waka Flocka Flame.

### 2013 –Happy Neon
Neon entrou em estúdio para recomeçar o Beg, Borrow and Steal. Mas como ainda estava sem previsão para lançá-lo, a cantora anunciou o lançamento de um EP, Happy Neon. Descrevendo-o como algo que vem realmente de seu interior, o EP mostra a essência artística de Neon de forma mais nítida. Produzido por Happy Perez, as músicas possuem um tom de Dream pop.
Happy Neon foi disponibilizado para download gratuito no dia 13 de janeiro de 2013.

### 2014 –301 to Paradise, saída da Warner Bros. e início da eraEleutheromaniac
Em novembro de 2013, Neon revelou que o suposto álbum de estreia Beg, Borrow and Steal foi totalmente descartado e que começaria um novo projeto diferente. No dia 3 de janeiro de 2014, é mais uma vez disponibilizado gratuitamente um EP, 301 to Paradise. O gênero é batizado de gypsy pop, no qual Hitch disse ser uma amostra de seu futuro álbum. Neon anunciou em 11 de maio de 2014 em um chat online ao vivo, que após 4 anos de contrato com a Warner Bros. Records, finalmente estaria livre para dar vida a seus trabalhos. Também anunciou que o nome do álbum de estreia seria Eleutheromaniac, e que já teria material para dois álbuns. Na terça de 13 de maio, Neon apareceu no Big Morning Buzz apresentado por Nick Lachey onde cantou a inédita canção "Warner Blvd." A cantora a descreve como uma canção de liberdade e m chamado para todos os fãs se unirem e formar a "própria gravadora" dela. Os dois EPs lançados anteriormente foram lançados oficialmente na iTunes Store em 20 de maio. Em 27 de maio, Neon anunciou a gravação do vídeo musical do primeiro single do Eleutheromaniac, chamado "Yard Sale", que foi gravado em Paramount, Califórnia e dirigido por Charlie Zwick.
Nos meses seguintes Neon iniciou uma campanha com a IndieGoGo para arrecadamento de dinheiro para financiar o lançamento do álbum. A campanha finalizou em 71% dos 100% esperados. Neon também embarcou numa turnê chamada The Yard Sale Tour apenas pelos EUA. Várias músicas inéditas foram apresentadas. Durante todo este período, a cantora montou um tipo de reality show em seu canal oficial do YouTube, intitulado #WeRNeon, hashtag do seu movimento.

### 2015-atualmente –24:00e andamento para lançamento deEleutheromaniac
Em janeiro de 2015 é lançado o segundo single de Eleutheromaniac, "Sparks". O vídeo foi gravado num período de 5 dias e um trailer foi liberado em seguida. No dia 3 de março (3.01 nos EUA, número importante para a Neon), ainda sem poder lançar o álbum nesta marcante data, a cantora não deixa passar em branco e lança de surpresa para os fãs o extended play 24:00, que teve seu conceito e produção feitos em 24 horas antecedentes ao lançamento. Em sua nova conta oficial no Tumblr, ela descreve o conceito de cada uma das 6 faixas, e diz que o EP é um presente aos fãs que aguardam ansiosamente o lançamento de Eleutheromaniac.

## Discografia

### Álbuns
| Título  | Detalhes do álbum                                                                  |
| ------- | ---------------------------------------------------------------------------------- |
| Anarchy | - Lançamento: 22 de julho de 2016 - Gravadora: WeRNeon - Formato: Download digital |

### Extended plays
| Detalhes do álbum                                                                                         |
| --- |
| Happy Neon - Lançamento: 14 de janeiro de 2013 - Editoras: Warner Bros. - Formatos: Download digital      |
| 301 to Paradise - Lançamento: 3 de janeiro de 2014 - Gravadora: Warner Bros. - Formatos: Download digital |
| 24:00 - Lançamento: 3 de março de 2015 - Gravadora: WeRNeon - Formatos: Download digital                  |

### Singles
| Título            | Ano  | Melhor posição nas tabelas musicais | Melhor posição nas tabelas musicais | Melhor posição nas tabelas musicais | Melhor posição nas tabelas musicais | Álbum     |
| Título            | Ano  | US Dance                            | US Pop                              | LBN                                 | SWE                                 | Álbum     |
| ----------------- | ---- | ----------------------------------- | ----------------------------------- | ----------------------------------- | ----------------------------------- | --------- |
| "Get Over U"      | 2011 | —                                   | —                                   | —                                   | —                                   | Sem álbum |
| "Bad Dog"         | 2011 | —                                   | —                                   | —                                   | —                                   | Sem álbum |
| "Fuck U Betta"    | 2012 | 1                                   | 29                                  | 17                                  | 58                                  | Sem álbum |
| "Gold"            | 2012 | 1                                   | —                                   | —                                   | —                                   | Sem álbum |
| "Yard Sale"       | 2014 | —                                   | —                                   | —                                   | —                                   | Sem álbum |
| "Sparks"          | 2015 | —                                   | —                                   | —                                   | —                                   | Sem álbum |
| "Eleutheromaniac" | 2015 | —                                   | —                                   | —                                   | —                                   | Sem álbum |

### Colaborações
| Título                                            | Ano  | Álbum                      |
| ------------------------------------------------- | ---- | -------------------------- |
| "Follow Me Down" (3OH!3 com Neon Hitch)           | 2010 | Almost Alice               |
| "Ass Back Home" (Gym Class Heroes com Neon Hitch) | 2011 | The Papercut Chronicles II |

### Colaborações em composições
| Título                                   | Ano  | Artista           | Álbum            |
| ---------------------------------------- | ---- | ----------------- | ---------------- |
| "Stupid Love Letter" (background vocals) | 2009 | Friday Night Boys | Off the Deep End |
| "Blah Blah Blah"                         | 2010 | Kesha             | Animal           |
| "Traces"                                 | 2010 | Sky Ferreira      | As If!           |
| "Made In America"                        | 2014 | Cimorelli         | Made In America  |
| "I Don't Wanna Let You Go"               | 2014 | Stefanie Scott    |                  |

### Vídeos musicais
| Ano            | Título                  | Diretor        |
| -------------- | ----------------------- | -------------- |
| 2011           | "Get Over U"            | Jason Bergh    |
| 2011           | "U + Me"                | Neon Hitch     |
| 2011           | "On My Level" (Cover)   | PotsNPans      |
| 2011           | "Donald Trump" (Cover)  | PotsNPans      |
| 2011           | "Gucci Gucci" (Cover)   | PotsNPans      |
| 2011           | "No Hands" (Cover)      | PotsNPans      |
| 2012           |                         |                |
| "Fuck U Betta" | Chris Applebaum         |                |
| "Gold"         | PotsNPans               |                |
| 2013           | PotsNPans               | "Pink Fields"  |
| 2013           | PotsNPans               | "Midnight Sun" |
| 2013           | "We Can't Stop" (Cover) | Bryan Yokomi   |
| 2014           | "Gypsy Star"            | Neon Hitch     |
| 2014           | "Some Like It Hot"      | Neon Hitch     |
| 2014           | "Yard Sale"             | Charlie Zuick  |
| 2014           | "Wanna Be" (Cover)      | Neon Hitch     |
| 2015           | "Freedom"               | Matt Cullom    |